# Коц, Игорь Александрович
Игорь Александрович Коц (род. 1 мая 1956) — советский и российский журналист. В 2003—2013 годах — главный редактор газеты «Советский спорт». Заместитель главного редактора, ответственный секретарь газеты «Комсомольская правда». С ноября 2014 года — шеф-редактор исторического журнала «Родина» — заместитель главного редактора правительственной «Российской газеты»

## Биография
Родился 1 мая 1956 года в городе Хабаровск. Племянник математика и статистика Самуила Борисовича Коца (1930—2010). В 1978 году окончил отделение журналистики Дальневосточного государственного университета. После окончания университета был распределён в газету «Молодой дальневосточник» (Хабаровск).
Работал собственным корреспондентом газет «Рабочая трибуна», «Советская Россия» (с 1985 года), в журнале «Родина», позже — в газете «Комсомольская правда» по Дальнему Востоку. С 1993 года работал редактором отдела информации, спорта газеты «Комсомольская правда». С 1995 года — заместитель главного редактора «Комсомольская правда». Курировал «военный отдел» и отдел спорта.
В декабре 2003 года был назначен главным редактором газеты «Советский спорт». Радикально поменяв состав редакции, Игорь Коц сделал из убыточной газеты, которую собирались продавать, прибыльное издание. Для того чтобы сотрудники гордились «маркой, на которую работают», обязал всех журналистов газеты появляться на публике только в одежде с символикой газеты. В 2010 году согласно данным американского института общественного мнения Gallup Media, газета «Советский спорт» впервые вышла на первое место среди российских спортивных СМИ.
В октябре 2013 года на посту главного редактора газеты «Советский спорт» его сменил Павел Садков. По ноябрь 2014 года — заместитель главного редактора, ответственный секретарь газеты «Комсомольская правда». С ноября 2014 года — шеф-редактор исторического журнала «Родина».
Поддержал вторжение России на Украину, называл его «Своей Великой Отечественной» (бэкроним от аббревиатуры «СВО»). Неоднократно посещал оккупированные Мариуполь, Луганск, части Херсонской и Запорожской областей, приезжал туда с презентацией своего журнала.

## Семья, взгляды, личная жизнь
Женат, сын — Александр Коц (род. 1978), журналист, c 1999 года работает военным корреспондентом «Комсомольской правды»; сын Андрей Коц (род. 1985), журналист, работает МИА «Россия сегодня».
Занимался велоспортом, играл в русский хоккей, интересен хоккей с шайбой. Любит смотреть информационные программы и спорт.
Главный редактор газеты «Советский спорт» Игорь Коц:

— Человек из мира спорта, произведший на вас самое сильное впечатление?
— Лыжница, которая бежала на Олимпиаде с переломанными ребрами… Петра Майдич. Словенка. Я смотрел эту гонку по телевизору, и комок в горле стоял. На следующий день мы отдали ей обложку. А ребята привезли мне из Ванкувера бейсболку с её автографом. Сейчас она хранится у меня дома на самом дорогом месте. Выдающаяся спортсменка.

Считает лучшими пишущими журналистами спортивных СМИ России — Юрия Цыбанева, Евгения Дзичковского и Андрея Ванденко.

## Награды
- Благодарность Президента Российской Федерации (12 ноября 2019 года) — за заслуги в развитии отечественных средств массовой информации и многолетнюю плодотворную деятельность[10].

## Публикации
- Коц И. А., Мамонтов В. К. Семь снов в сентябре: Социально-фантастический сплав: [О сплаве на плотах по рекам Дальнего Востока] / Игорь Коц, Владимир Мамонтов. Владивосток: Дальневосточное кн. изд-во, 1989. — 261 с. — 5000 экз. — ISBN 5-7440-0082-8
- Коц И. А. Тридцать три. Дальневосточное кн. изд-во, 1990. — 133 с. — 3000 экз.
- Тайна гибели подлодки «Курск»: хроника трагедии и лжи 12—24 августа 2000 года / Составитель: Игорь Коц. ЗАО Издательский дом «Комсомольская правда», 2000. — 123 с.
- Коц И. А. Здравствуйте, дорогие наши! Век любви моих родителей в письмах, дневниках и протоколах допросов (1875—1971). Изд. Планета, 2014. — 360 с.